# Bureau général du Parti communiste chinois
Le Bureau Général du Comité central du Parti communiste chinois (BGCC), souvent appelé le Bureau central (BC) (中办), est un bureau et une institution directement rattaché au Comité central du Parti communiste chinois. Son rôle est de fournir un soutien au Comité central et à son Politburo, notamment en codifiant les réglementations internes au Parti, en menant des recherches politiques et en fournissant un soutien administratif. Le directeur du Bureau général est actuellement le premier-secrétaire du Secrétariat du Parti communiste chinois. Le directeur actuel est Cai Qi.

## Histoire
La date de création du Bureau est incertaine. Il est néanmoins certain qu'il existait déjà en 1942, puisque Li Fuchun en était le chef à cette époque. Avant son officialisation, ses fonctions étaient exercées par le Département de l'organisation ou des secrétariats techniques.

## Fonction
Le Bureau général est chargé de gérer les opérations quotidiennes du Comité central, du Secrétariat, du Politburo et du Comité permanent du Politburo. Son travail consiste à aider à la rédaction, à la révision, à la rédaction et à la diffusion des directives et des notes internes du parti, ainsi qu'à la classification des informations. Le Bureau général transmet et assure également la mise en œuvre des instructions au plus haut niveau, formulant les règlements du PCC et supervisant la législation.
Le Bureau général est également chargé d'organiser la logistique des principaux événements et réunions du Comité central et de son Politburo, ainsi que de préparer les ordres du jour, d'enregistrer et de classer les procès-verbaux des réunions et de distribuer les communications aux parties prenantes des réunions. L'institution est responsable du personnel administratif et des secrétaires politiques, de la collecte d'informations d'information, de l'organisation des tournées d'inspection, de la gestion des finances du PCC et de la gestion de la logistique et des liaisons avec d'autres organisations du PCC de haut niveau.
Bien que ses activités ne soient souvent pas ouvertement politiques, ses directeurs ont historiquement eu des liens étroits avec les principaux dirigeants du PCC et rejoignent généralement le Politburo ou le Secrétariat après leur période à la tête du Bureau général. Le directeur du bureau général a été officieusement appelé « Danei Zongguan » (大内总管), traduit approximativement par « le gardien ». Bien que le directeur du Bureau général soit parfois considéré comme un analogue du « chef d'état-major » du secrétaire général du parti, le secrétaire général dispose également d'une éuqipe personnelle faisant partie du Bureau du secrétaire général, dont le directeur peut également, mais pas nécessairement, occuper simultanément le poste de directeur du Bureau général.

## Organisation
Le Bureau général du PCC comprend les institutions suivantes, :

### Organisation interne
- Bureau de la Recherche
- Secrétariat Central
- Bureau des Régulations
- Bureau de la Sécurité
- Bureau Confidentiel
- Bureau du Transport Confidentiel
- Bureau spécial de comptabilité
- Bureau de Supervision et d'Inspection
- Bureau du Personnel
- Bureau du Secrétaire Général
- Administration générale central

### Organismes subordonnés
- Archives centrales
- Administration nationale de la protection des secrets d'État
- Bureau du Groupe pilote central pour la cryptographie

### Institutions directement affiliées
- Bureau d'administration des bureaux du gouvernement central
- Administration de la salle commémorative du président Mao
- Institut des sciences et technologies électroniques de Pékin
- Centre central de gestion des cadeaux et des reliques culturelles

## Liste des administrateurs
Directeur de la Direction générale du Secrétariat central
1. Li Fuchun (1942-1945)
2. Yang Shangkun (1945-1948)

Directeur du Bureau général du Comité central
1. Yang Shangkun (1948-1965)
2. Wang Dongxing (1965-1978)
3. Yao Yilin (1978-1982)
4. Hu Qili (1982-1983)
5. Qiao Shi (1983-1984)
6. Wang Zhaoguo (1984-1986)
7. Wen Jiabao (1986-1993)
8. Zeng Qinghong (1993-1999)
9. Wang Gang (1999-2007)
10. Ling Jihua (2007–2012)
11. Li Zhanshu (2012-2017)
12. Ding Xuexiang (2017-2023)
13. Cai Qi (2023–)